# Ina Boyle
Selina (Ina) Boyle (8 de marzo de 1889 – 10 de marzo de 1967) fue una compositora irlandesa, la más prolífica e importante de Irlanda antes de 1950.

## Biografía
Nació en Bushey Park, cerca de Enniskerry, tomó lecciones de violín y violonchelo cuando era niña. Estudió contrapunto, armonía y composición con Charles Herbert Kitson y George Hewson en Dublín, y por correspondencia con su primo Charles Wood. También viajó a Londres periódicamente para tomar lecciones con Ralph Vaughan Williams. Además, estudió con Percy Buck.
Debido a su aislamiento, la música de Boyle era raramente presentada. Aun así, siguió componiendo hasta su muerte. Su composición El arpa Mágica recibió un Premio Carnegie, y ganó una Mención Olímpica Honorífica en 1948 para Irlanda con Lamento para Bion, una composición que entregó al Comité Olímpico de Actividades Culturales. Murió de cáncer en Greystones, Condado Wicklow, y sus papeles se encuentran archivados en la Biblioteca de Trinity College, Dublín. Esta universidad ha digitializado la mayoría de sus manuscritos de música, y pueden ser buscados y estudiados en línea.
Un documental sobre la vida y la música de Ina Boyle titulado Desde la Oscuridad (From the Darkness) fue transmitido el 12 de junio de 2010 por Irlanda RTÉ Lyric FM. En abril y mayo de 2013, una exposición en Trinity College destacó "el viaje Sinfónico de Ina Boyle".

## Trabajos seleccionados
| Opera - Maudlin of Paplewick (después de 'The Sad Shepherd' by Ben Jonson), ópera pastoral (1966) Música Coral - The Transfiguration (biblical) para tenor, coro mixto y órgano (1922); London: Novello, 1922 - Gaelic Hymns (de Carmina gadelica, traducc. por Alexander Carmichael) (1924); - Christ is a Path (Giles and Phineas Fletcher), cantata de cámara (1925) - A Spanish Pastoral (Sta. Teresa, traducc. por Arthur Symons)para soprano y coro masculino (1931); London: Stainer & Bell, 1935 Orquesta - Elegy (1913) para chelo y orquesta - The Magic Harp, rapsodia orquestal (1919); London: Stainer & Bell, 1922 - Colin Clout, pastoral para orquesta (1921) - Symphony No. 1: Glencree (1927) - Phantasy para violín y orquesta de camera (1926) - Psalm para chelo y orquesta (1927) - Symphony No. 2: The Dream of the Rood (1930) - Overture (1934) - Violín Concerto (1935) - Wild Geese, boceto para orquesta pequeña (1942) Voces con orquesta - Soldiers at Peace (Herbert Asquith) para coro y orquesta (1916); London: Novello, 1917 - Still Falls the Rain (Edith Sitwell) para alto y orquesta de cuerda (1948) - Symphony No. 3: From the Darkness (Edith Sitwell) para contralto y orquesta (1951) - No Coward Soul is Mine (Emily Brontë) para alto y orquesta de cuerdas (1953) | Canciones (para voz y piano, si no se menciona otra cosa) - The Joy of Earth (Æ = George Russell) (1914) - Have You News of My Boy Jack? (Rudyard Kipling) (1916) - A Song of Shadows, a Song of Enchantment (Walter de la Mare) (1922); London: Stainer & Bell, 1923, 1926 - If You Let Sorrow in on You (Winifred M. Letts) (1922) - Sleep Song (anon., transl. by Pádraic Pearse) (1923) - A Mountain Woman (1927) - Five Sacred Folksongs of Sicily (Grace Warrack) (1930) - Thinke then my Soul (John Donne) para tenor y cuarteto de cuerdas (1938); Oxford: Oxford University Press, 1939 - Three Songs by Ben Jonson para voz media, violín, chelo (1955) - Three Ancient Irish Poems (transl. by Kuno Meyer) para soprano, viola, arpa (1958) - Songs from Peacock Pie (Walter de la Mare): Song of the Mad Prince, The Pigs and the Charcoal-Burner, Moon, Reeds, Rushes, Looking Back (1956) Música para ballet - Virgilian Suite (1931), ballet suite para orquesta pequeña - The Dance of Death (1936), baile de máscaras - The Vision of Er (1939) Música de cámara - String Quartet in E minor (1934) |

## Grabaciones
- El arpa Mágica, interpretada por la Orquesta Sinfónica Bournemouth, Ronald Corp (cond.), en Dutton Laboratorios CDLX 7276 (CD, 2011).
- Los Gansos Salvajes, interpretada por la Joven Orquesta de la Unión Europea, Laurent Pillot (cond.), en: Compañía de Registro Clásico CRC 2309 (CD, 2013).